# 偶像活動Friends！
《偶像活動Friends！》（アイカツフレンズ！）是BANDAI於2018年4月發售的集換式卡牌街機遊戲，《偶像活動》系列的第3作。
電視動畫第1期於2018年4月5日在東京電視網開始播放，第2期於2019年4月4日起在東京電視網播放。

## 概要
以「與朋友一起進行偶像活動！」為概念，繼2016年的第2作《偶像活動Stars！》後推出。本作與前作同樣使用DATA CARDDASS T型機台進行遊戲。
海外推行方面，台灣地區、香港及澳門、中國大陸於2019年3月起個別以『偶像學園Friends！』、『星夢學園Friends！』、『偶活學園Friends！』名義引入機台。海外版機台只沿用《偶像活動！》第1作的機台，與日版機台完全不同。
因疫情影響，本系列在中國各地的推展進度不同。大陸地區僅推出第二彈一段日子後，便開始進入疫情。而截至2024年首季，大陸地區處於第三彈狀態。台灣地區在2020年5月推出第四彈、且早於4月底推出第四彈前已宣佈將會停止更新本作，並於其後數月逐步回收機台。港澳地區在2020年1月推出第四彈後，在7月公佈停止更新本作，而截至2025年首季，代理商仍維持市面上的少量機台。
2019年10月3日，日本推出基於本作的世界觀的新作品《偶像活動 on Parade！》。

## 遊戲規則
2018年4月開始營運。

### 機台發行卡片
卡片分為多個等級，部分按不同季度推出：
- 沿用前作的基本等級：N、R、PR等（稀有度為PR>R>N）。

- 隊伍服裝對應的 Friends Rare（FR）與 Best Friends Rare（BFR）等級。

- 「閃耀的寶石」季度：增加服裝對應的 Jewelry Rare（JLR）等級和新系統卡片Full code。 FR與BFR分別移至R與PR。

| 季度          | 推動開始日     | Card數量                                                                                        |
| ------------- | -------------- | ----------------------------------------------------------------------------------------------- |
| 1彈           | 2018年4月5日   | 全100張（普通12+稀有34+Premium特級稀有20+Friends朋友稀有8+Best Friends好朋友稀有8+活動稀有18）  |
| 2彈           | 2018年6月7日   | 全118張（普通12+稀有38+Premium特級稀有16+Friends朋友稀有24+Best Friends好朋友稀有8+活動稀有20） |
| 3彈           | 2018年8月2日   | 全123張（普通15+稀有44+Premium特級稀有20+Friends朋友稀有8+Best Friends好朋友稀有16+活動稀有40） |
| 4彈           | 2018年10月4日  | 全112張（普通12+稀有40+Premium特級稀有20+Best Friends好朋友稀有24+活動稀有16）                  |
| 5彈           | 2018年11月29日 | 全107張（普通12+稀有32+Premium特級稀有19+Friends朋友稀有8+Best Friends好朋友稀有16+活動稀有20） |
| 6彈           | 2019年1月31日  | 全91張（普通12+稀有27+Premium特級稀有15+Friends朋友稀有8+Best Friends好朋友稀有16+活動稀有12）  |
| 閃耀的寶石1彈 | 2019年3月28日  | 全64張（普通12+稀有20+Premium特級稀有4+Jewelry寶石稀有12+活動稀有16）                           |
| 閃耀的寶石2彈 | 2019年6月6日   | 全84張（普通12+稀有20+Premium特級稀有12+Jewelry寶石稀有16+活動稀有24）                          |
| 閃耀的寶石3彈 | 2019年8月1日   | 全80張（普通12+稀有20+Premium特級稀有4+Jewelry寶石稀有12+活動稀有32）                           |

### 增設舞台
| 舞台類型     | 舞台種類                 | BGM                                                    | 追加時期      |
| ------------ | ------------------------ | ------------------------------------------------------ | ------------- |
| Live         | Cute                     | ありがと⇄大丈夫                                        | 1彈           |
| Live         | Cute                     | Believe it                                             | 1彈           |
| Live         | Cute                     | カレンダーガール（前作《偶像活動》中的「Soleil」舞台） | 3彈           |
| Live         | Cute                     | Let'sアイカツ！（前作《偶像活動》中的「Luminas」舞台） | 3彈           |
| Live         | Cute                     | 窓-ココロ-ひらこう                                     | 閃耀的寶石1彈 |
| Live         | Pop                      | 個×個（きみ×わたし）                                   | 2彈           |
| Live         | Pop                      | Niceなto meet you！                                    | 閃耀的寶石2彈 |
| Live         | Pop                      | 笑顏のSuncatcher（前作《偶像活動》中的舞台）           | 閃耀的寶石3彈 |
| Live         | Cute & Cool              | みんなみんな！                                         | 3彈           |
| Live         | Cute & Cool              | そこにしかないもの。                                   | 5彈           |
| Live         | Cute & Cool              | ひとりじゃない！                                       | 閃耀的寶石2彈 |
| Live         | Cute & Cool              | フレンド（前作《偶像活動》中的舞台）                   | 閃耀的寶石3彈 |
| Live         | Cool                     | 導かれて                                               | 3彈           |
| Live         | Cool                     | 偶然、必然。                                           | 4彈           |
| Live         | Cool                     | Have a dream                                           | 6彈           |
| Live         | Cool                     | 硝子ドール（前作《偶像活動》中的舞台）                 | 閃耀的寶石2彈 |
| Live         | Sexy                     | みつけようよ♪                                          | 4彈           |
| Live         | Sexy                     | We wish you a merry Christmas BEST FRIENDS！ Ver.      | 5彈           |
| Live         | Sexy                     | Be Star                                                | 閃耀的寶石1彈 |
| Live         | Cool & Sexy              | 新たなるステージへ                                     | 閃耀的寶石3彈 |
| Dance        | Cute & Cool              | アイカツフレンズ！                                     | 1彈           |
| Dance        | Sexy                     | Girls be ambitious！                                   | 1彈           |
| Dance        | Pop                      | アイデンティティ                                       | 1彈           |
| Dance        | Cool                     | 絆 ～シンクロハーモニー～                              | 4彈           |
| Dance        | Cool                     | セカイは廻る                                           | 閃耀的寶石1彈 |
| Dance        | Cute                     | プライド                                               | 5彈           |
| Dance        | Cute                     | 強く美しく優しく                                       | 閃耀的寶石2彈 |
| Dance        | Cute                     | この世界はすばらしい                                   | 閃耀的寶石3彈 |
| Dance        | Cute & Cool & Sexy & Pop | いっしょにA・I・K・A・T・S・U！                        | 5彈           |
| Fashion Show | Cool                     | 6cm上の景色                                            | 1彈           |
| Fashion Show | Cool                     | あるがまま                                             | 閃耀的寶石2彈 |
| Fashion Show | Cute                     | 愛で溢れている                                         | 2彈           |
| Fashion Show | Pop                      | おけまる                                               | 3彈           |

## 衣服品牌
| 品牌種類  | 品牌名稱         | 平假名               | 簡介 |
| --------- | ---------------- | -------------------- | --- |
| Cute Type | Sugar Melody     | シュガーメロディ     | 得意分野である「音楽」が特に強調されたキュートブランド。音符や五線譜をモチーフにしている。アピールは「ドリームメロディ」。           |
| Cute Type | Classical Ange   | クラシカルアンジュ   | 女の子の憧れが詰まったキュートブランド。天使をモチーフにしている。アピールは「エンジェルガーデン」。                                 |
| Cute Type | Antique Sailor   | アンティークセーラー | 海辺をモチーフとしたキュートブランド。アプリコットオレンジをベースにしている。アピールは「パラダイスセーラー」。                     |
| Cute Type | Humming Leaf     | ハミングリーフ       | 温かみのあるカントリー調のキュートファション。アピールは「ハミングパッチワーク」。                                                   |
| Cool Type | MATERIAL COLOR   | マテリアルカラー     | シンプルなシルエットとスタイリッシュなデザインで話題のモード系クールブランド。アピールは「グラフィカルキューブ」。                   |
| Cool Type | Luna Witch       | ルナウィッチ         | 月が輝く夜と、天体を操る魔女をイメージしたクールブランド。アピールは「ルナシンフォニア」。                                           |
| Cool Type | Moon Maiden      | ムーンメイデン       | 月の光をイメージしたクールブランド。白をベースにしている。アピールは「ミスティックムーン」。                                         |
| Cool Type | Glorious Snow    | グロリアススノー     | 雪の結晶をモチーフにしたクールブランド。アピールは「グロリアスキャッスル」。                                                         |
| Sexy Type | Dancing Mirage   | ダンシングミラージュ | ショーガールをモチーフにしたセクシーブランド。アピールは「バタフライビート」。                                                       |
| Sexy Type | Silky Ocean      | シルキーオーシャン   | 中華風にテイストが特徴のセクシーブランド。アピールは「シルキーエンプレス」。                                                         |
| Sexy Type | Heavenly Perfume | ヘブンリーパフューム | スペースアイドルの天翔ひびきによるセクシーブランド。アピールは「ヘブンリーフレイム」。                                               |
| Pop Type  | Milky Joker      | ミルキージョーカー   | 甘さの中にも毒があるポップブランド。コーデの切り札である「ペイント」や「スパイス」が特に強調されている。アピールは「ミルキーボム」。 |
| Pop Type  | COLORFUL SHAKE   | カラフルシェイク     | どんなテイストもMIXする、元気のサプリみたいなポップブランド。アピールは「カラフルショット」。                                        |

## 故事簡介
第1期（第1話 - 第50話）
辛勤從事偶像活動的偶像們之間的努力與友情的成長的故事『偶像活動Friends！』
就讀於星睦學園普通科的友希愛音，是一位喜歡交朋友的女孩。
她和校園中的頂尖偶像湊美緒成為好朋友，一起參加了偶像活動的舞台演出！？
等待她們的是蝶乃舞花、日向繪麻等與富有個性的偶像們相遇，每天過著來回學校和演藝圈工作的超忙碌生活！
組成雙人組的Friends，目標是成為頂尖偶像，擁有閃閃發光的鑽石友誼！神城卡蓮、明日香未來，兩人所穿的禮服的光輝，簡直堪比鑽石般耀眼！
每張收集到的卡片都有它的故事！快使用「偶像活動卡片」來裝扮吧！
粉絲是朋友，卡片也是朋友！好多朋友，好多夢想！
第2期（第51話 - 第76話）
愛音和美緒成為高中生的那天，一位進行過『太空偶像活動』的偶像活動藝術家天翔響突然從天而降。
響持有的「寶石禮服」散發出特殊的光芒，只有被選上的偶像才有資格穿上！
她曾經和艾麗西亞·夏洛特一起組成Friends，可說是傳說般的存在！
為了實現響的願望，必須學會愛音和美緒的「友情力」！？
在舞花、繪麻之後，咲夜、輝夜也加入了星睦學園。散發著耀眼光芒的寶石禮服更是陸續出現！！愛音和美緒的偶像活動也會繼續下去！

## 用語解說
星睦學園（Star Harmony Academy）
遊戲及動畫的舞台，是一所同時設立一般課程部門與培養偶像的部門的學校。
偶像活動卡片（Aikatsu！Cards）
服裝（上衣、下衣、鞋子、配飾）4種分類的服裝對應卡片。
展示種類：可愛（Cute，紅心）、酷炫（Cool，方塊）、性感（Sexy，黑桃）和俏皮（Pop，梅花）。
Aikatsu Pass（Aikatsu！Pass）
相當於前作的學生證。
偶像活動電話（Aikatsu Mobile）
學生的電子手帳。收錄了「偶像活動卡片」的電子主題。
友情效果/奇蹟效果（Friends Appeal/Miracle Appeal）
偶像組合在表演到一定時候可以展示的特殊效果，奇蹟效果需要奇蹟禮服和一定的訓練才有機率發動。每個組合的效果都不一樣，會根據組合的特點形成特效。
奇蹟光環（Miracle Aura）
友誼氣場的升級版，出現在偶像身後，效果與偶像和組合特點有關。是一種全新的特效，由明日香未來命名。
寶石禮服（Jewelry dress）
被認可的偶像才能穿上的禮服，由特級稀有禮服變化而來。

## 電視動畫
2018年4月5日在東京電視網開始播放。

### 製作人員
- 企劃、原作：BN Pictures
- 原案：萬代
- 導演：五十嵐達也
- 總監督：木村隆一
- 系列構成：柿原優子
- 角色設計：渡部里美
- 設計協力：森田岳士、石川佳代子、宮谷里沙
- 美術監督：田尻健一
- 色彩設計：大塚真純
- 攝影監督：大神洋一
- CG製作人：井上喜一郎
- 編輯：坂本久美子
- 音響監督：菊田浩巳（日语：菊田浩巳）
- 音樂：DIGZ MOTION SOUNDS
- 音樂製作人：鈴木雄貴、臼倉龍太郎
- 音樂製作：日昇音樂（原日昇音樂出版）、Lantis
- 製作人：細谷伸之（第1話 - 第54話）→福田浩平（第55話以後）、嵯峨隼人（第1話 - 第63話）→荒木めぐみ（第64話以後）、伊藤貴憲
- 製作：東京電視台、電通、BN Pictures

### 主題曲
片頭曲
「ありがと⇔大丈夫」（第1話 - 第25話）
作詞：松原さらり（onetrap），作曲：片山將太、藤末樹，編曲：MItsu.J（Digiz,lnc.Group），主唱：あいね（友希愛音）、みお（湊美緒） from BEST FRIENDS！
主唱：あいね（友希愛音） from BEST FRIENDS！（第4、6、9、15、34、38、45話插入曲）
「そこにしかないもの」（第26話 - 第50話）
作詞：松原さらり（onetrap），作曲、編曲：MItsu.J（Digiz,lnc.Group），主唱：あいね（友希愛音）、みお（湊美緒） from BEST FRIENDS！（第42話插入曲）
「ひとりじゃない！」（第51話 - 第76話）
作詞：松原さらり（onetrap），作曲、編曲：SHOW（Digz, Inc. Group），主唱：あいね（友希愛音）、みお（湊美緒）、舞花（蝶乃舞花）、エマ（日向繪麻） from BEST FRIENDS！（第76話插入曲）
主唱：あいね（友希愛音）、みお（湊美緒） from BEST FRIENDS！（第68、75話插入曲）
片尾曲
「Believe it」（第1話 - 第25話）
作詞：松原さらり（onetrap），作曲：Coffee Creamers（Digiz,lnc.Group），編曲：SHOW（Digiz,lnc.Group），主唱：カレン（神城卡蓮）、ミライ（明日香未來） from BEST FRIENDS！（第2、5、28、40話插入曲）
「プライド」（第26話 - 第50話）
作詞：松原さらり（onetrap），作曲：片山將太、藤末樹，編曲：片山將太，主唱：カレン（神城卡蓮）、ミライ（明日香未來） from BEST FRIENDS！（第41、49、72、74話插入曲）
「Be Star」（第51話 - 第75話）
作詞：松原さらり（onetrap），作曲、編曲：Maozon、YUKI FUNAKOSHI（Digz, Inc. Group），主唱：ひびき（天翔響） from BEST FRIENDS！（第51、56、60話插入曲）
「アイカツフレンズ！」（第76話）
作詞：松原さらり（onetrap），作曲：藤末樹，編曲：MItsu.J（Digiz,lnc.Group），主唱：あいね（友希愛音）、みお（湊美緒） from BEST FRIENDS！（第76話插入曲）

### 插入曲
「アイカツフレンズ！」（第1、5、11、21、31、50、53、58話）
作詞：松原さらり（onetrap），作曲：藤末樹，編曲：MItsu.J（Digiz,lnc.Group），主唱：あいね（友希愛音）、みお（湊美緒） from BEST FRIENDS！（第1、11、21、31、53、58話）
主唱：あいね（友希愛音） from BEST FRIENDS！（第5話）
主唱：あいね（友希愛音）、みお（湊美緒）、舞花（蝶乃舞花）、エマ（日向繪麻） from BEST FRIENDS！（第50話）
「6cm上の景色」（第3、8、12、25、36、44話）
作詞：松原さらり（onetrap），作曲、編曲：MItsu.J（Digiz,lnc.Group），主唱：みお（湊美緒） from BEST FRIENDS！（第3、8、12、25、36、44話）
「アイデンティティ」（第7、24、29、38話）
作詞：松原さらり（onetrap），作曲、編曲：Coffee Creamers（Digz, Inc. Group），主唱：ミライ（明日香未來） from BEST FRIENDS！（第7、24、38話）
主唱：あいね（友希愛音）、ミライ（明日香未來） from BEST FRIENDS！（第29話）
「Girls be ambitious！」（第10、14、23、38話）
作詞：松原さらり（onetrap），作曲、編曲：SHOW（Digz, Inc. Group），主唱：舞花（蝶乃舞花） from BEST FRIENDS！（第10、14、23、38話）
「愛で溢れている」（第13、24、38話）
作詞：松原さらり（onetrap），作曲、編曲：MItsu.J（Digiz,lnc.Group），主唱：カレン（神城卡蓮） from BEST FRIENDS！（第13、24、38話）
「個×個（きみ×わたし）」（第14、18話）
作詞：松原さらり（onetrap），作曲：藤末樹，編曲：片山將太，主唱：舞花（蝶乃舞花）、エマ（日向繪麻） from BEST FRIENDS！（第14、18話）
「みんなみんな！」（第16、19、26、33、39、66話）
作詞：松原さらり（onetrap），作曲：石田秀登，編曲：Mitsu.J（Digz, Inc. Group），主唱：あいね（友希愛音）、みお（湊美緒） from BEST FRIENDS！（第16、19、26、33、39話）
主唱：みお（湊美緒）、わかば（春風若葉） from BEST FRIENDS！（第66話）
「導かれて」（第17、22、35、38話）
作詞：松原さらり（onetrap），作曲：片山將太、藤末樹，編曲：片山將太，主唱：さくや（白百合咲夜） from BEST FRIENDS！（第17、22、35、38話）
「おけまる」（第20、23、38話）
作詞：松原さらり（onetrap），作曲：YUMIKO、藤末樹，編曲：藤末樹，主唱：エマ（日向繪麻） from BEST FRIENDS！（第20、23、38話）
「絆 ～シンクロハーモニー～」（第27、40話）
作詞：松原さらり（onetrap），作曲：藤末樹，編曲：片山將太，主唱：さくや（白百合咲夜）、かぐや（白百合輝夜） from BEST FRIENDS！（第27、40話）
「偶然、必然。」（第30、35、38話）
作詞：松原さらり（onetrap），作曲：片山將太、藤末樹，編曲：片山將太，主唱：かぐや（白百合輝夜） from BEST FRIENDS！（第30、35、38話）
「みつけようよ♪」（第32、39、48、55、64、73話）
作詞：松原さらり（onetrap），作曲、編曲：MItsu.J（Digiz,lnc.Group），主唱：舞花（蝶乃舞花）、エマ（日向繪麻） from BEST FRIENDS！（第32、39、48、55、64、73話）
「We wish you a merry Christmas BEST FRIENDS！ Ver.」（第37話）
作詞：こだまさおり，作曲、編曲：岡部啓一（MONACA），主唱：あいね（友希愛音）、みお（湊美緒）、舞花（蝶乃舞花）、エマ（日向繪麻） from BEST FRIENDS！（第37話）
「いっしょにA･I･K･A･T･S･U！」（第38、43、47話）
作詞：松原さらり（onetrap），作曲、編曲：Coffee Creamers（Digz, Inc. Group），主唱：ココ（可可）（第38話）
主唱：あいね（友希愛音）、みお（湊美緒） from BEST FRIENDS！（第43、47話）
「Have a Dream」（第46、62、71、73話）
作詞：松原さらり（onetrap），作曲：藤末樹，編曲：片山將太，主唱：さくや（白百合咲夜）、かぐや（白百合輝夜） from BEST FRIENDS！（第46、62、71、73話）
「セカイは廻る」（第52、55話）
作詞：松原さらり（onetrap），作曲、編曲：MItsu.J（Digiz,lnc.Group），主唱：みお（湊美緒） from BEST FRIENDS！（第52、55話）
「窓-ココロ-ひらこう」（第54、57話）
作詞：松原さらり（onetrap），作曲：藤末樹、松田純一，編曲：松田純一，主唱：あいね（友希愛音） from BEST FRIENDS！（第54、57話）
「Niceなto meet you！」（第59、62話）
作詞：松原さらり（onetrap），作曲、編曲：SHOW（Digz, Inc. Group），主唱：ミライ（明日香未來） from BEST FRIENDS！（第59、62話）
「あるがまま」（第61、65話）
作詞：松原さらり（onetrap），作曲、編曲：Maozon、YUKI FUNAKOSHI（Digz, Inc. Group），主唱：アリシア（艾麗西亞·夏洛特） from BEST FRIENDS！（第61、65話）
「強く美しく優しく」（第63、64話）
作詞：松原さらり（onetrap），作曲、編曲：Koshin，主唱：カレン（神城卡蓮） from BEST FRIENDS！（第63、64話）
「この世界はすばらしい」（第67、69、73話）
作詞：松原さらり（onetrap），作曲：藤末樹，編曲：片山將太，主唱：わかば（春風若葉） from BEST FRIENDS！（第67、69、73話）
「新たなるステージへ」（第70、74話）
作詞：松原さらり（onetrap），作曲、編曲：Maozon、YUKI FUNAKOSHI（Digz, Inc. Group），主唱：ひびき（天翔響）、アリシア（艾麗西亞·夏洛特） from BEST FRIENDS！（第70、74話）
插入曲（其他）
「マカロン音頭」（第8、38話）
主唱：みお（湊美緒） from BEST FRIENDS！（第8、38話）

### 各話標題
| 話數   | 日文標題 | 中文標題                     | 編劇       | 分鏡                  | 演出            | 作畫監督                            | 日本放送日     | 台灣放送日    |
| 第1期  | 第1期    | 第1期                        | 第1期      | 第1期                 | 第1期           | 第1期                               | 第1期          | 第1期         |
| ------ | -------- | ---------------------------- | ---------- | --------------------- | --------------- | ----------------------------------- | -------------- | ------------- |
| 第1話  |          | Hello Friends！              | 柿原優子   | 五十嵐達也            | 藤井康晶        | 宮谷里沙                            | 2018年 4月5日  | 2019年 9月1日 |
| 第2話  |          | 無敵的Love Me Tear☆          | 千葉美鈴   | 久行宏和 五十嵐達也   | 橋本能理子      | 高橋晃                              | 4月12日        | 9月8日        |
| 第3話  |          | 靈感突降                     | 久尾步     | 布施木一喜 五十嵐達也 | 山本惠          | 橋口隼人 吉田和香子                 | 4月19日        | 9月15日       |
| 第4話  |          | 令人憧憬的My brand           | 大知慶一郎 | 京極尚彦              | 倉富康平        | 板倉和弘 小川玖理周 大谷里惠        | 4月26日        | 9月22日       |
| 第5話  |          | 如蝴蝶一般的舞花！           | 野村祐一   | 青木康直              | 德本善信        | 大川貴大 中島里惠                   | 5月3日         | 9月29日       |
| 第6話  |          | 日向繪麻緊急事態！？         | 大知慶一郎 | 藤澤俊幸              | 山地光人        | 高橋晃                              | 5月10日        | 10月6日       |
| 第7話  |          | 通往未來的道路★              | 千葉美鈴   | 米田光宏              | 米田光宏        | 渡邊舞 西島加奈                     | 5月17日        | 10月13日      |
| 第8話  |          | 美緒的CM大作戰！             | 久尾步     | 布施木一喜 五十嵐達也 | 京極尚彦        | 竹森由加 橋口隼人                   | 5月24日        | 10月20日      |
| 第9話  |          | 勇氣的旋律♪                  | 柿原優子   | 佐山聖子              | 藤井康晶        | 三橋櫻子                            | 5月31日        | 10月27日      |
| 第10話 |          | 漂亮☆性感★Honey Cat！        | 野村祐一   | 林嘉姬                | 林嘉姬          | 高橋晃                              | 6月7日         | 11月3日       |
| 第11話 |          | 戲劇性告白！                 | 大知慶一郎 | 田頭真理惠            | 山本惠          | 宮谷里沙 中島里惠                   | 6月14日        | 11月10日      |
| 第12話 |          | 番茄，放馬過來☆              | 守護このみ | 藤澤俊幸              | 關田修 倉富康平 | 山村俊了 野崎麗子 白石悟            | 6月21日        | 11月17日      |
| 第13話 |          | How to 卡蓮小姐              | 千葉美鈴   | 中島大輔              | 中島大輔        | 小川玖理周 石田智子                 | 6月28日        | 11月24日      |
| 第14話 |          | Go Go Friends！              | 久尾步     | 青木康直              | 倉富康平        | 高橋晃                              | 7月5日         | 12月1日       |
| 第15話 |          | 偶Tube☆灰姑娘                | 大知慶一郎 | 久行宏和              | 鈴木萌          | 大川貴大 秋津達哉                   | 7月19日        | 12月8日       |
| 第16話 |          | 美緒，成為勇者               | 柿原優子   | 佐山聖子              | 德本善信        | 竹森由加 西島加奈                   | 7月26日        | 12月15日      |
| 第17話 |          | 命運的邂逅是月亮的指引       | 野村祐一   | 米田光宏              | 米田光宏        | 三橋櫻子 小川玖理周                 | 8月2日         | 12月22日      |
| 第18話 |          | 不放過絲毫的機會             | 久尾步     | 藤澤俊幸              | 山地光人        | 高橋晃                              | 8月9日         | 12月29日      |
| 第19話 |          | 傳達吧！友情力               | 千葉美鈴   | 久行宏和              | 藤井康晶        | 橋口隼人                            | 8月16日        | 2020年 1月5日 |
| 第20話 |          | 袋棍球 or Friends！          | 大知慶一郎 | 大地瞬                | 蓮井隆弘        | 石川惠理 渡邊健一 宮谷里沙          | 8月23日        | 1月12日       |
| 第21話 |          | 擴散的和諧♪                  | 柿原優子   | 山本惠                | 山本惠          | 山村俊了 中島里惠                   | 8月30日        | 1月19日       |
| 第22話 |          | 滿月的預感                   | 守護このみ | 下田正美              | 倉富康平        | 高橋晃                              | 9月6日         | 1月26日       |
| 第23話 |          | 吶喊的瞬間                   | 京極尚彦   | 京極尚彦              | 京極尚彦        | 秋津達哉                            | 9月13日        | 2月2日        |
| 第24話 |          | 對手就是Friends！            | 久尾步     | 青木康直              | 鈴木萌          | 竹森由加 大川貴大                   | 9月20日        | 2月9日        |
| 第25話 |          | 超越Love Me Tear！           | 野村祐一   | 久行宏和              | 德本善信        | 三橋櫻子                            | 9月27日        | 2月16日       |
| 第26話 |          | Friends集合♪偶像活動之秋☆    | 大知慶一郎 | 山地光人              | 山地光人        | 高橋晃                              | 10月4日        | 2月23日       |
| 第27話 |          | 滿月的光輝                   | 大知慶一郎 | 林嘉姬                | 林嘉姬          | 橋口隼人 石川惠理 渡邊健一          | 10月11日       | 3月1日        |
| 第28話 |          | 一個人也是Friends            | 柿原優子   | 佐山聖子              | 蓮井隆弘        | 中島里惠 小川玖理周                 | 10月18日       | 3月8日        |
| 第29話 |          | 愛音的驚魂萬聖節！           | 守護このみ | 大地瞬                | 倉富康平        | 前田義宏 山村俊了 小川玖理周        | 10月25日       | 3月15日       |
| 第30話 |          | 配音挑戰★美緒                | 久尾步     | 久行宏和              | 鈴木萌          | 高橋晃                              | 11月1日        | 3月22日       |
| 第31話 |          | 傳說中的101次對決！          | 柿原優子   | 馬引圭                | 德本善信        | 岩崎成希 秋津達哉                   | 11月8日        | 3月29日       |
| 第32話 |          | 心跳不已☆冒險卡蓮島！        | 大知慶一郎 | 青木康直              | 山地光人        | 竹森由加 宮谷里沙                   | 11月15日       | 4月5日        |
| 第33話 |          | 轟隆★冒險火山島！            | 野村祐一   | 山本惠                | 山本惠          | 三橋櫻子                            | 11月22日       | 4月12日       |
| 第34話 |          | 為大家送上幸福♪              | 成田良美   | 佐山聖子              | 倉富康平        | 高橋晃                              | 11月29日       | 4月19日       |
| 第35話 |          | 尋寶獵人警報！               | 久尾步     | 久行宏和              | 鈴木萌          | しんぼたくろう                      | 12月6日        | 4月26日       |
| 第36話 |          | 波瀾叢生的走秀！             | 守護このみ | 安藤尚也              | 蓮井隆弘        | 橋口隼人 小川玖理周                 | 12月13日       | 5月3日        |
| 第37話 |          | Merry Friends Christmas      | 大知慶一郎 | 木村隆一              | 倉富康平        | 谷口繁則 大庭小枝 毛應星            | 12月20日       | 5月10日       |
| 第38話 |          | 就在這裡喔！偶像活動歌曲合戰 | 柿原優子   | 下田正美 五十嵐達也   | 山地光人        | 高橋晃                              | 12月27日       | 5月17日       |
| 第39話 |          | 開幕！鑽石友誼杯             | 久尾步     | 林嘉姬                | 林嘉姬          | 竹森由加 中島里惠                   | 2019年 1月10日 | 5月24日       |
| 第40話 |          | Believe it                   | 大知慶一郎 | 久行宏和              | 山本惠          | 岩崎成希 秋津達哉                   | 1月17日        | 5月31日       |
| 第41話 |          | 解放Love Me Zone！           | 野村祐一   | 青木康直              | 倉富康平        | 高橋晃                              | 1月24日        | 6月7日        |
| 第42話 |          | 友情力的奇蹟                 | 柿原優子   | 佐山聖子              | 德本善信        | 三橋櫻子                            | 1月31日        | 6月14日       |
| 第43話 |          | 感謝的景色                   | 守護このみ | 大島克也              | 大島克也        | しんぼたくろう                      | 2月7日         | 6月21日       |
| 第44話 |          | 薄荷巧克力味的告白           | 成田良美   | 安藤尚也              | 蓮井隆弘        | 渡邊健一 石川惠理 橋口隼人          | 2月14日        | 6月28日       |
| 第45話 |          | 朋友是狗仔隊！？             | 久尾步     | 久行宏和              | 進藤陽平        | 高橋晃                              | 2月21日        | 7月5日        |
| 第46話 |          | 來自月亮的公主               | 大知慶一郎 | 山地光人              | 山地光人        | 大庭小枝 前原薫 石川惠理 渡邊健一   | 2月28日        | 7月12日       |
| 第47話 |          | 偶像的心得★                  | 野村祐一   | 藤井康晶              | 山本惠          | 竹森由加 小川玖理周                 | 3月7日         | 7月19日       |
| 第48話 |          | 貓咪們的甜心工作             | 成田良美   | 林嘉姬                | 林嘉姬          | 藤澤志織 中島里惠                   | 3月14日        | 7月26日       |
| 第49話 |          | 傳說的最終章                 | 久尾步     | 久行宏和              | 倉富康平        | 高橋晃                              | 3月21日        | 8月2日        |
| 第50話 |          | 只存在於那裡的未來           | 大知慶一郎 | 青木康直              | 德本善信        | 石川惠理 渡邊健一 岩崎成希 三橋櫻子 | 3月28日        | 8月9日        |
| 第2期  |          |                              |            |                       |                 |                                     |                |               |
| 第51話 |          | 宇宙來的偶像                 | 柿原優子   | 佐藤照雄              | 佐藤照雄        | 秋津達哉                            | 4月4日         | 2021年 1月1日 |
| 第52話 |          | 光輝的原石                   | 成田良美   | 藤井康晶              | 蓮井隆弘        | しんぼたくろう                      | 4月11日        | 2021年 1月1日 |
| 第53話 |          | 響的Show Time！              | 久尾步     | 山地光人              | 山地光人        | 高橋晃                              | 4月18日        | 2021年 1月1日 |
| 第54話 |          | 閃耀吧！我的顏色！           | 千葉美鈴   | 久行宏和              | 山本惠          | 竹森由加 橋口隼人                   | 4月25日        | 2021年 1月1日 |
| 第55話 |          | 洗牌！？Friends！            | 大知慶一郎 | 倉富康平              | 倉富康平        | 志賀祐香 三橋妙子                   | 5月2日         | 1月8日        |
| 第56話 |          | 你也是My Star                | 野村祐一   | 林嘉姬                | 進藤陽平        | 小川玖理周 渡邊健一 石川惠理 前原薫 | 5月9日         | 1月8日        |
| 第57話 |          | GoGo☆索爾伯特王國            | 守護このみ | 藤井康晶              | 大川貴大        | 高橋晃                              | 5月16日        | 1月8日        |
| 第58話 |          | 艾麗西亞公主                 | 成田良美   | 大島克也              | 大島克也        | 中島里惠                            | 5月23日        | 1月8日        |
| 第59話 |          | 暗號是最喜歡偶像活動！       | 久尾步     | 青木康直              | 倉富康平        | しんぼたくろう                      | 5月30日        | 1月15日       |
| 第60話 |          | 偶像活動！禁止令！？         | 大知慶一郎 | 久行宏和              | 進藤陽平        | 竹森由加 岩崎成希                   | 6月6日         | 1月15日       |
| 第61話 |          | 打開心之門                   | 野村祐一   | 馬引圭                | 大川貴大        | 高橋晃                              | 6月13日        | 1月15日       |
| 第62話 |          | 朋友青蛙♪派對                | 千葉美鈴   | 山地光人              | 山地光人        | 橋口隼人 石川惠理 渡邊健一          | 6月20日        | 1月15日       |
| 第63話 |          | 條條大路通偶像活動！         | 久尾步     | 兒玉兼嗣              | 倉富康平        | 小川玖理周 志賀祐香                 | 6月27日        | 1月22日       |
| 第64話 |          | Honey Cat上銀河☆             | 守護このみ | 佐藤照雄              | 進藤陽平        | 細田沙織 三橋妙子                   | 7月4日         | 1月22日       |
| 第65話 |          | 心跳加速♥Friends約會         | 成田良美   | 田頭真理惠            | 大川貴大        | 高橋晃                              | 7月11日        | 1月22日       |
| 第66話 |          | 若葉，完美進行中！           | 大知慶一郎 | 山本惠                | 山本惠          | 竹森由加 西島加奈                   | 7月18日        | 1月22日       |
| 第67話 |          | 從未來到未來                 | 千葉美鈴   | 青木康直              | 蓮井隆弘        | 中村沙由貴 中島里惠                 | 7月25日        | 1月29日       |
| 第68話 |          | 咻咻！飛馳卡蓮島！           | 野村祐一   | 馬引圭                | 倉富康平        | 志賀祐香                            | 8月1日         | 1月29日       |
| 第69話 |          | 大家一起海邊活動！           | 久尾步     | 林嘉姬                | 進藤陽平        | しんぼたくろう                      | 8月8日         | 1月29日       |
| 第70話 |          | 邁向新的舞台                 | 成田良美   | 佐藤照雄              | 大川貴大        | 志賀祐香 橋口隼人 西島加奈          | 8月15日        | 1月29日       |
| 第71話 |          | 咲夜的思念，輝夜的願望       | 大知慶一郎 | 山地光人              | 山地光人        | 細田沙織 三橋妙子                   | 8月22日        | 2月5日        |
| 第72話 |          | LOVE ME TEAR                 | 千葉美鈴   | 藤井康晶              | 倉富康平        | 高橋晃                              | 8月29日        | 2月5日        |
| 第73話 |          | 王國寶石祭前夜祭             | 守護このみ | 兒玉兼嗣              | 中込健人        | 中村沙由貴 竹森由加                 | 9月5日         | 2月5日        |
| 第74話 |          | 超越時空的舞台               | 久尾步     | 佐藤照雄              | 蓮井隆弘        | 中島里惠                            | 9月12日        | 2月5日        |
| 第75話 |          | 不是一個人！                 | 柿原優子   | 五十嵐達也 大島克也   | 五十嵐達也      | 岩崎成希 小川玖理周 宮谷里沙        | 9月19日        | 2月12日       |
| 第76話 |          | 大家都是Friends！            | 大知慶一郎 | 青木康直              | 倉富康平        | 高橋晃                              | 9月26日        | 2月12日       |

### 播放電視台
| 播放日期                                                                     | 播放時間（UTC+9）                                                             | 播放電視台     | 播放地區       | 備註                                             |
| ---------------------------------------------------------------------------- | ----------------------------------------------------------------------------- | -------------- | -------------- | ------------------------------------------------ |
| 2018年4月5日－2019年9月26日                                                  | 星期四 18:25－18:55                                                           | 東京電視台     | 關東廣域圈     | 製作局 有字幕                                    |
| 2018年4月5日－2019年9月26日                                                  | 星期四 18:25－18:55                                                           | TV北海道       | 北海道         | 有字幕                                           |
| 2018年4月5日－2019年9月26日                                                  | 星期四 18:25－18:55                                                           | 愛知電視台     | 愛知縣         | 有字幕                                           |
| 2018年4月5日－2019年9月26日                                                  | 星期四 18:25－18:55                                                           | 大阪電視台     | 大阪府         | 有字幕                                           |
| 2018年4月5日－2019年9月26日                                                  | 星期四 18:25－18:55                                                           | 瀨戶內電視台   | 岡山縣、香川縣 | 有字幕                                           |
| 2018年4月5日－2019年9月26日                                                  | 星期四 18:25－18:55                                                           | TVQ九州放送    | 福岡縣、佐賀縣 | 有字幕                                           |
| 2018年4月9日－2019年9月30日                                                  | 星期一 17:00－17:29                                                           | BS東視         | 日本全國       | 衛星電視                                         |
| 2018年4月9日－7月9日 2018年7月19日－2019年9月26日                            | 星期一 18:00 更新 星期四 19:00 更新                                           | Anitere        | 日本全國       | 網路電視 最新話一星期內免費配信                  |
| 2018年4月9日－7月9日 2018年7月19日－2019年9月26日                            | 星期一 18:00 更新 星期四 19:00 更新                                           | 萬代頻道       | 日本全國       | 網路電視 最新話一星期內免費配信                  |
| 2018年4月9日－7月9日 2018年7月19日－2019年9月26日                            | 星期一 18:00 更新 星期四 19:00 更新                                           | WONDER！SCHOOL | 日本全國       | 網路電視 配給元：萬代頻道 最新話一星期內免費配信 |
| 2018年4月9日－7月9日 2018年7月19日－2019年3月28日                            | 星期一 18:00 更新 星期四 19:00 更新                                           | GyaO！         | 日本全國       | 網路電視 配給元：萬代頻道 最新話一星期內免費配信 |
| 2018年4月12日－6月28日 2018年7月12日－2019年10月4日                          | 星期四 21:30－22:00 星期四 24:00－24:30                                       | AT-X           | 日本全國       | 衛星電視                                         |
| 2018年4月21日－2019年10月5日                                                 | 星期六 11:15－11:45                                                           | 新潟綜合電視台 | 新潟縣         | 富士電視網                                       |
| 2018年8月27日－2020年2月10日                                                 | 星期一 17:30－18:00                                                           | 和歌山電視台   | 和歌山縣       | 獨立UHF局                                        |
| 2019年11月7日－                                                              | 星期四 17:00－17:30                                                           | 三重電視台     | 三重縣         | 獨立UHF局                                        |
| 2019年9月1日－2020年8月9日（第一季） 2021年11月28日－2022年5月22日（第二季） | 星期日 18:30－19:00（第一季） 22:00－22:30（第43集起） 22:30－23:00（第二季） | MOMO親子台     | 台灣           | 有線電視 UTC+8 國語配音，中文字幕                |

### BD／DVD
| BOX1  | 2018年10月4日 | 第1話 - 第13話  | BIXA-9006 |           |
| BOX2  | 2019年1月9日  | 第14話 - 第25話 | BIXA-9007 |           |
| BOX3  | 2019年4月2日  | 第26話 - 第38話 | BIXA-9008 |           |
| BOX4  | 2019年7月2日  | 第39話 - 第50話 | BIXA-9009 |           |
| 1     | 2018年9月4日  | 第1話 - 第3話   |           | BIBA-3301 |
| 2     | 2018年10月2日 | 第4話 - 第9話   | BIBA-3302 |           |
| 3     | 2018年12月4日 | 第10話 - 第15話 | BIBA-3303 |           |
| 4     | 2019年1月9日  | 第16話 - 第21話 | BIBA-3304 |           |
| 5     | 2019年3月2日  | 第22話 - 第27話 | BIBA-3305 |           |
| 6     | 2019年4月2日  | 第28話 - 第33話 | BIBA-3306 |           |
| 7     | 2019年6月4日  | 第34話 - 第39話 | BIBA-3307 |           |
| 8     | 2019年7月2日  | 第40話 - 第45話 | BIBA-3308 |           |
| 9     | 2019年8月2日  | 第46話 - 第50話 | BIBA-3309 |           |
| 第2期 |               |                 |           |           |
| BOX5  | 2019年10月2日 | 第51話 - 第63話 | BIXA-9055 |           |
| BOX6  | 2020年1月8日  | 第64話 - 第76話 | BIXA-9056 |           |
| 10    | 2019年9月3日  | 第51話 - 第56話 |           | BIBA-3310 |
| 11    | 2019年10月2日 | 第57話 - 第62話 | BIBA-3311 |           |
| 12    | 2019年12月3日 | 第63話 - 第68話 | BIBA-3312 |           |
| 13    | 2020年1月8日  | 第69話 - 第74話 | BIBA-3313 |           |
| 14    | 2020年2月4日  | 第75話 - 第76話 | BIBA-3314 |           |

## 外部連結
- BANDAI《偶像活動Friends！》官方網站 （页面存档备份，存于） （日語）
- 電視動畫《偶像活動Friends！》官方網站
  - 第1期 （页面存档备份，存于）（日語）
  - 第2期 （页面存档备份，存于）（日語）
- 電視動畫《偶像活動Friends！》東京電視台官網 （页面存档备份，存于） （日語）
- 《偶像活動》系列遊戲官方的X（前Twitter）（日語）
- 《偶像活動》系列動畫官方的X（前Twitter）（日語）
- YouTube上的偶Tube頻道（日語）